# Montigny-sur-Canne
Montigny-sur-Canne este o comună în departamentul Nièvre din centrul Franței. În 2009 avea o populație de 167 de locuitori.

## Evoluția populației
| An        | 1975 | 1982 | 1990 | 1999 | 2006 | 2009 |
| --------- | ---- | ---- | ---- | ---- | ---- | ---- |
| Populație | 232  | 211  | 180  | 185  | 172  | 167  |